# 동굴 다이빙

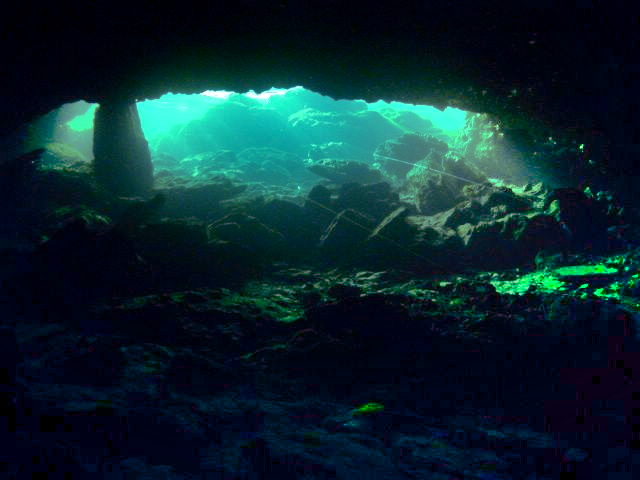
미국 플로리다의 Peacock Springs Cave System의 입구

동굴 다이빙(Cave diving)은 적어도 부분적으로라도 물에 잠겨있는 동굴로 잠수하는 다이빙을 말한다. 사용하는 장비는 상황에 따라 달라지며, 송기식 잠수(Surface-supplied diving)에 의해 숨을 참는 거리에 따라서도 달라진다. 그러나 대부분 동굴 다이빙은 대개 전문적인 스쿠버 장비를 사용하고 있다. 동굴 다이빙은 일반적으로 테크니컬 다이빙의 영역에 속한다고 보는데, 그 이유는 동굴이기에 자유롭게 움직일 수 없고 또한 자주 감압을 해줘야 하기 때문이다.